# Баптишта, Мавете Жуан
Мавете Жуан Баптишта (порт. Mawete João Baptista; род. 3 марта 1948) — ангольский дипломат, государственный деятель и политик.

## Биография
Мавете Жуан Баптишта родился 3 марта 1948 года.
Имеет степень бакалавра.
В 1976—2008 годах находился на дипломатической службе. В 1976—1980 годах был послом Анголы в Алжире, в 1980—1985 годах — на Кубе, в 1985—1989 годах — в Португалии, Испании и Марокко, в 1989—1993 годах — в Италии, в 1998—2008 годах — в ДР Конго.
В 2008 году перешёл на государственную службу. В 2008—2009 годах был губернатором ангольской провинции Уиже, в 2009—2012 годах — губернатором провинции Кабинда.
Член партии «Народное движение за освобождение Анголы — Партия труда».
Был членом Национальной ассамблеи Анголы 2-го и 3-го созывов.